# Alípio de Miranda-Ribeiro
Pour les articles homonymes, voir Ribeiro.
Alípio do Miranda-Ribeiro est un zoologiste brésilien, né le 21 février 1874 à Rio Preto (Minas Gerais), au Brésil, et mort le 8 janvier 1939 à Rio de Janeiro.

## Biographie
Miranda-Ribeiro se passionne dès son jeune âge pour l'histoire naturelle et, adolescent, traduit en portugais l'œuvre de Buffon. Il étudie la médecine à Rio de Janeiro et, en 1894, devient préparateur au Muséum national de Rio de Janeiro. Il va grimper divers échelons au sein de cet établissement avant de le diriger : en 1899, il est secrétaire et, en 1929, il devient professeur et directeur du département de zoologie, fonction qu'il occupe jusqu'à sa mort.
Il explore à plusieurs reprises l'Amazonie et participe notamment à la première mise en place du télégraphe à travers l’Amazonie et le Mato Grosso, expédition conduite par le colonel Cândido Rondon (1865-1958). En 1911, après avoir visité les muséums de l’Europe et des États-Unis et étudier leurs programmes pêcheries, il fonde l'Inspection des pêches, le premier service officiel consacré à la pêche au Brésil.
Son œuvre la plus célèbre est Fauna Brasiliensis-Peixes qu'il fait paraître en 1911 et qui compte près de deux mille pages. On lui doit aussi de nombreux travaux en herpétologie.
C’est André Maurício Vieira de Carvalho (1951-2002) qui lui succède au Muséum national d’histoire naturelle. Son fils, Paulo de Miranda-Ribeiro (1901-1965), se consacre à l’ichtyologie.

## Espèces éponymes
- Todirostre de Ribeiro (Hemitriccus obsoletus)

## Liste partielle des publications
- 1918 : Dous generos e tres especies novas de peixes Brasileiros determinados nas collecções do Museu Paulista. Rev. Mus. Paulista, v. 10 : 787–791, 1 pl.